# Језеро Кизаки
Језеро Кизаки (јап. 木崎湖) је језеро у Јапану у префектури Нагано. Језеро се налази у близини града Омачи у подножју северног дела планинског венца Јапанески Алпи. Мезотрофно језеро и субалпска природа, као и бројне природне лепоте окружују језеро. Кизаки је једна од "три језера Нишина" која укључују Језеро Аоки и Језеро Накацуна.